# جون هارت (لاعب كرة قاعدة)
جون هارت (بالإنجليزية: John Hart)‏ هو مدرب رياضي أمريكي، ولد في 21 يوليو 1948 في تامبا في الولايات المتحدة.